# Nvu
 (novembre 2020).
Si vous disposez d'ouvrages ou d'articles de référence ou si vous connaissez des sites web de qualité traitant du thème abordé ici, merci de compléter l'article en donnant les références utiles à sa vérifiabilité et en les liant à la section « Notes et références ».
Nvu (se prononçant n-view, qui est un terme anglais) est un logiciel libre WYSIWYG de création de pages web basé sur Mozilla Composer et écrit en C et en XUL (comme Mozilla Firefox et Mozilla Thunderbird). Il est aussi possible d'éditer le contenu de la page via son code source, dans l'interface.
Il a été développé par Daniel Glazman, ancien employé de Netscape ayant depuis fondé sa propre société, Disruptive Innovations.
Nvu se veut simple et utilisable par un débutant sans connaissance des langages HTML ou CSS. Le code HTML produit par Nvu se veut propre et respectueux des recommandations du W3C.
Le développement de Nvu était parrainé par Linspire, qui espérait ainsi disposer à terme d'un éditeur HTML capable de concurrencer Microsoft FrontPage et Adobe Dreamweaver dans sa distribution Linux.
Le logiciel a été publié le 29 juin 2005 en version 1.0 (utilisant Gecko 1.7), dernière version officielle. Celle-ci est disponible pour Mac OS X, Microsoft Windows, Linux et FreeBSD, en 9 langues. Nvu n'est pas édité ni soutenu par la fondation Mozilla.
Un an plus tard, un fork nommé KompoZer a été créé pour corriger le nombre grandissant de bugs de la version 1 de Nvu, celle-ci n'est plus maintenue par son créateur, qui a abandonné le développement du projet, jugeant son travail obsolète, pour se concentrer sur son successeur basé sur des versions plus récentes de Gecko et XULRunner, sous l'égide de la Mozilla Foundation et dont le nom de code actuel est « composer ».
Son successeur est BlueGriffon.

## Historique des pré-versions
- Nvu 0.1 : 4 février 2004
- Nvu 0.2 : 25 mars 2004
- Nvu 0.3 : 11 juin 2004
- Nvu 0.4 : 10 août 2004
- Nvu 0.5 : 6 octobre 2004
- Nvu 0.6 : 26 novembre 2004
- Nvu 0.7 : 5 janvier 2005
- Nvu 0.8 : 1er février 2005
- Nvu 0.81 : 9 février 2005
- Nvu 0.9 : 11 mars 2005
- Nvu 1.0 PR : 14 avril 2005
- Nvu 1.0 :  29 juin 2005